# Marcinkańce (stacja kolejowa)
Marcinkańce (lit. Marcinkonių geležinkelio stotis, ros. Марцинконис) – stacja kolejowa w miejscowości Marcinkańce, w rejonie orańskim, w okręgu olickim, na Litwie. Leży na linii dawnej Kolei Warszawsko-Petersburskiej.
Stacja powstała w XIX w. pomiędzy stacjami Porzecze a Orany. Po rozpadzie Związku Sowieckiego odcinek linii na Litwie od Marcinkańców do granicy państwowej z Białorusią został zlikwidowany. Tym samym Marcinkańce zostały stacją krańcową.